# Santotís (Cantabria)
Santotís es una localidad española, capital del municipio de Tudanca, perteneciente a la comunidad autónoma de Cantabria.

## Geografía
La localidad se encuentra a 450 m s. n. m. y a 96 kilómetros de la capital cántabra, Santander.

## Historia
Hacia mediados del siglo XIX, el lugar, ya por entonces perteneciente al municipio de Tudanca, tenía contabilizada una población de 160 habitantes. Aparece descrito en el decimotercer volumen del Diccionario geográfico-estadístico-histórico de España y sus posesiones de Ultramar de Pascual Madoz con las siguientes palabras:

SANTOTIS: l. en la prov. y dióc. de Santander (12 leg.), part. jud. de Valle de Cabuérniga (2), aud. terr. y c. g. de Búrgos (19), ayunt. del Valle de Tudanca, cuyas reuniones y cap. es el pueblo que nos ocupa: sit. á la márg. izq. del r. Nansa en el declive de una sierra; su clima es templado; sus enfermedades mas comunes inflamaciones. Tiene 42 malas casas, la consistorial, igl. parr. (San Tirso) servida por un cura de ingreso y provision del ordinario en patrimoniales, y 2 fuentes de buenas aguas. Confina con Cabuérniga, Tudanca y Polaciones. El terreno es de inferior calidad; por él corren las aguas del Nansa. Los montes estan cubiertos de robles, hayas y acebos. caminos: dirigen á los pueblos limítrofes: se recibe la correspondencia de Cabuérniga. prod.: maiz, alubias, patatas, muchos y buenos pastos; cria ganados, con especialidad vacuno, caza mayor y menor, y pesca de truchas y anguilas. ind.: 2 malos molinos harineros, y cria y venta del ganado vacuno. pobl.: 36 vec., 160 alm. contr.: con el ayunt.
(Madoz, 1849, p. 854)

En 2024, la entidad singular de población de Santotís tenía empadronados 14 habitantes, todos ellos en el núcleo de población de ese nombre.